# Bernard Lacombe
Bernard Lacombe (født 15. august 1952 i Lyon, Frankrig, død 17. juni 2025) var en fransk fodboldspiller, der som angriber på det franske landshold var med til at vinde guld ved EM i 1984 og nå semifinalen ved VM i 1982. Han deltog desuden ved VM i 1978. På klubplan var han tilknyttet Olympique Lyon, AS Saint-Étienne og Girondins Bordeaux.
Lacombe blev efter sit karrierestop træner, og stod fra 1996 til 2000 i spidsen for sin gamle klub Olympique Lyon.